# Just Pertot
Just Pertot, slovenski zdravnik in politik, * 30. oktober 1876, Trst, † 10. marec 1952, Zagreb.

## Življenje in delo
Rodil se je v družini tržaškega zdravnika Simona Pertota. Ljudsko šolo in gimnazijo je obiskoval v rojstnem kraju, medicino pa študiral po nekaterih virih v Gradcu, po drugih pa na Dunaju. Po končanem študiju je tri leta prakticiral v tržaški bolnišnici, nato pa je nastopil službo v Pulju, kjer je vodil akcijo zatiranja malarije. O tem je napisal tudi delo Note sulla malaria (Trst, 1907). V Puljski okolici je prišel v stik s hrvaškimi kmeti s katerimi se je rad družil in tako postal tarča italijanskih nacionalistov, ki so mu očitali, da zlorablja službo za propagandne namene. Po vrnitvi v Trst (1908) tu ni dobil službe v državnih ustanovah, zato se je v Trstu zaposlil kot zdravnik privatnik pri Bralnem in podpornem društvu ter Delavskem podpornem društvu. Leta 1911 je prevzel brezplačno zdravniško oskrbo učencev šole Sv. Jakoba v Trstu katero je vzdrževala Družba svetega Cirila in Metoda. V letih 1909−1913 je bil izvoljen v tržaški občinski svet. Ob izbruhu 1. balkanske vojne je kot prostovoljec odšel v Črno goro. Delal je na Cetinju in v Podgorici. Med 1. svetovno vojno je bil mobiliziran. Delal je v Pulju, nato še v Pomerju in Labinu. Ob koncu vojne se je aktivno vključil v politično in prosvetno delo. leta 1924 je bil izvoljen za predsednika Prosvete, ki je združevala razna prosvetna društva na tržaškem. Bil je član političnega društva Edinost in urednik njihovega lista Edinost. Leta 1930 ga je fašistična oblast aretirala, po prestani enoletni zaporni kazni pa ni mogel več opravljati zdravniškega poklica. Grozila mu je konfinacija zato je leta 1931 pobegnil v Jugoslavijo. Naselil se je v Zagrebu, kjer je dobil službo na Šolski polikliniki, kasneje pa na zavodu za socialno zavarovanje. Leta 1950 se je upokojil, a je kmalu zatem zbolel in umrl.
Pertot se je ukvarjal tudi z zgodovino tržaških Slovencev in zbiral stare barkovljanske narečne izraze. 